# Конде Сент Либјер
Конд Сент Либијер (фр. Condé-Sainte-Libiaire) је насељено место у департману Сена и Марна, у Париском региону, у Француској.
По подацима из 2011. године у општини је живело 1416 становника, а густина насељености је износила 658,6 становника/km².

## Демографија
| 1962. | 1968. | 1975. | 1982. | 1990. | 2011. |
| ----- | ----- | ----- | ----- | ----- | ----- |
| 399   | 487   | 645   | 1.029 | 1.365 | 1.416 |